# Organización para el Desarrollo de los Ecosistemas Culturales
La Organización para el Desarrollo de los Ecosistemas Culturales (ODEC) es una entidad sin ánimo de lucro que tiene como objetivo social promover el derecho de las personas a vivir una vida plena, feliz y en paz, en condiciones de igualdad, justicia y equidad, a través del impulso a la economía popular, la participación ciudadana y el desarrollo de los ecosistemas culturales, creativos y sociales. 

## Objetivos
La Organización está orientada hacia el logro de unos objetivos comunes que tienen una perspectiva externa (como entidad) y una perspectiva interna (como asociación de personas), estos son:
- Fomentar el acceso a la felicidad: Promover el acceso a actividades culturales, artísticas, turísticas, deportivas, recreativas y otras que contribuyan al bienestar y la felicidad de las personas.
- Fortalecer las economías populares: Apoyar iniciativas económicas que generen oportunidades de trabajo digno y contribuyan al desarrollo local.
- Incentivar la participación ciudadana: Promover la participación activa de las personas en la toma de decisiones que afectan sus vidas.
- Proteger el medio ambiente: Defender la sostenibilidad ambiental y promover prácticas que preserven el planeta para las generaciones futuras.
- Estimular la creatividad y la innovación: Fomentar espacios para la expresión artística, científica y tecnológica que contribuyan al desarrollo de los territorios.
- Promover la educación y la investigación: Apoyar iniciativas de formación y de investigación que amplíen el conocimiento y fortalezcan las capacidades de las personas.

## Proyectos e iniciativas
La organización ha trabajado en proyectos desde varias líneas estratégicas y con el apoyo de entidades como el Ministerio de Cultura de Colombia, la Cámara de Comercio de Barranquilla, la Gobernación del Atlántico y el Museo de Arte Moderno de Barranquilla, que dinamizan las artes, las culturas y los saberes principalmente en los territorios del Sur del Atlántico, como el Foro para el Desarrollo, la Cumbre de las Artes, el Pick-Fest (Festival Picotero) y el Luruaco Festival de Música, adicionalmente ha desarrollado procesos de la caracterización de los ecosistemas culturales. La ODEC también trabaja en iniciativas populares de tipo normativo, que permiten la recolección de firmas para presentar proyectos de acuerdo que buscan establecer marcos normativos para el impulso de políticas culturales y sociales.  

### Luruaco Festival de Música (LFM)

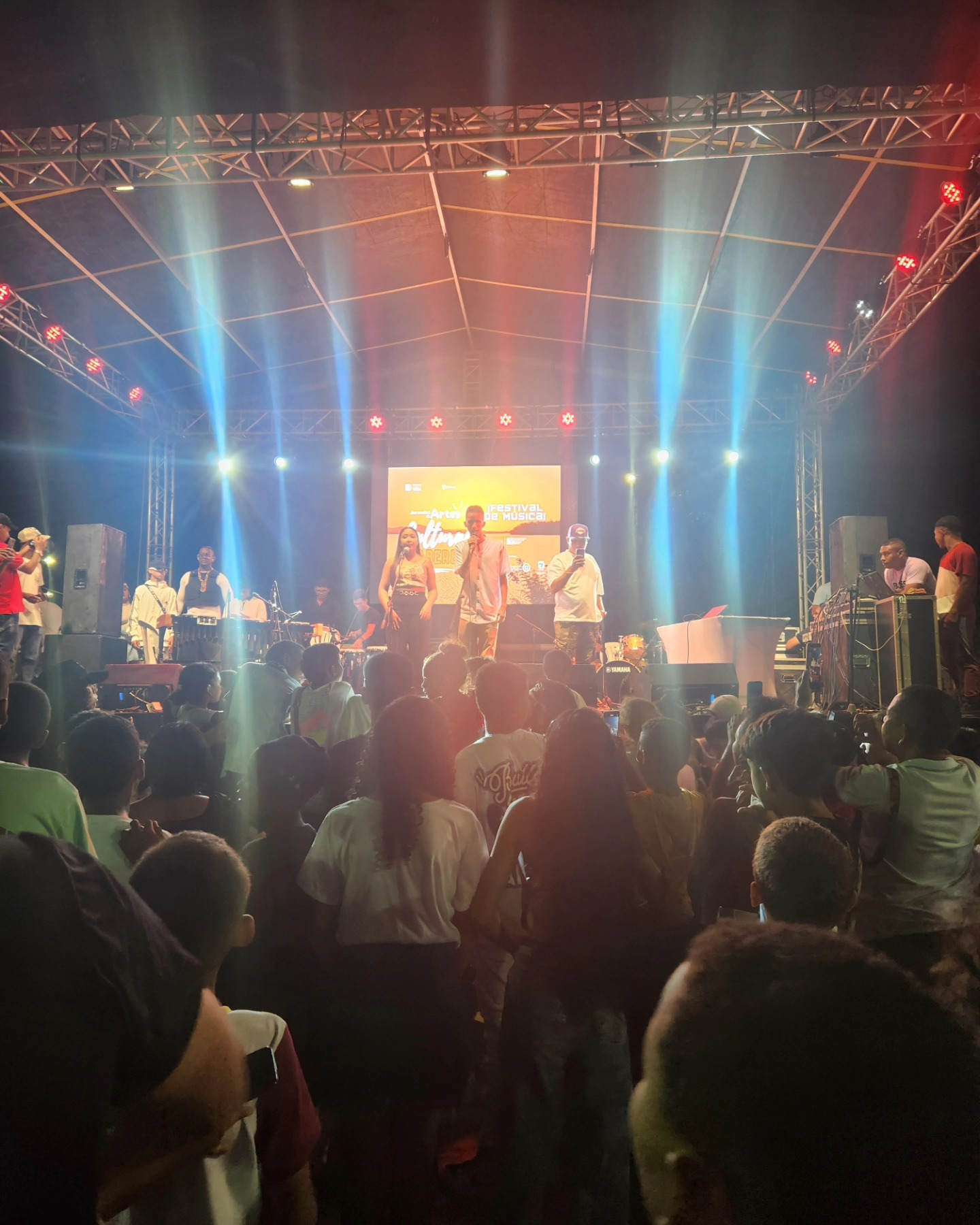
Presentación del LFM

Desde su creación la ODEC viene realizando eventos como el Luruaco Festival de Música o Festival de Música de Luruaco, el cual es un espacio abierto para la música de diversos géneros y expresiones culturales, tanto locales como nacionales, como el jazz, la cumbia, la música clásica contemporánea, el vallenato, la champeta, entre otros.  
El Festival se ha convertido en un referente cultural de relativa importancia en la región, especialmente en el Sur del Atlántico atrayendo la participación de artistas y grupos diversos que se presentan en el marco del evento para un público amplio, en la última edición se contó con la participación especial de los Ensambles Musicales de la Facultad de Bellas Artes de la Universidad del Atlántico y grupos como Amaranto, Patio Trasero, Mestizos Roots, Camilo & GianFrank, Yova Perreo, etc.   

### Pick-Fest (Festival Picotero)

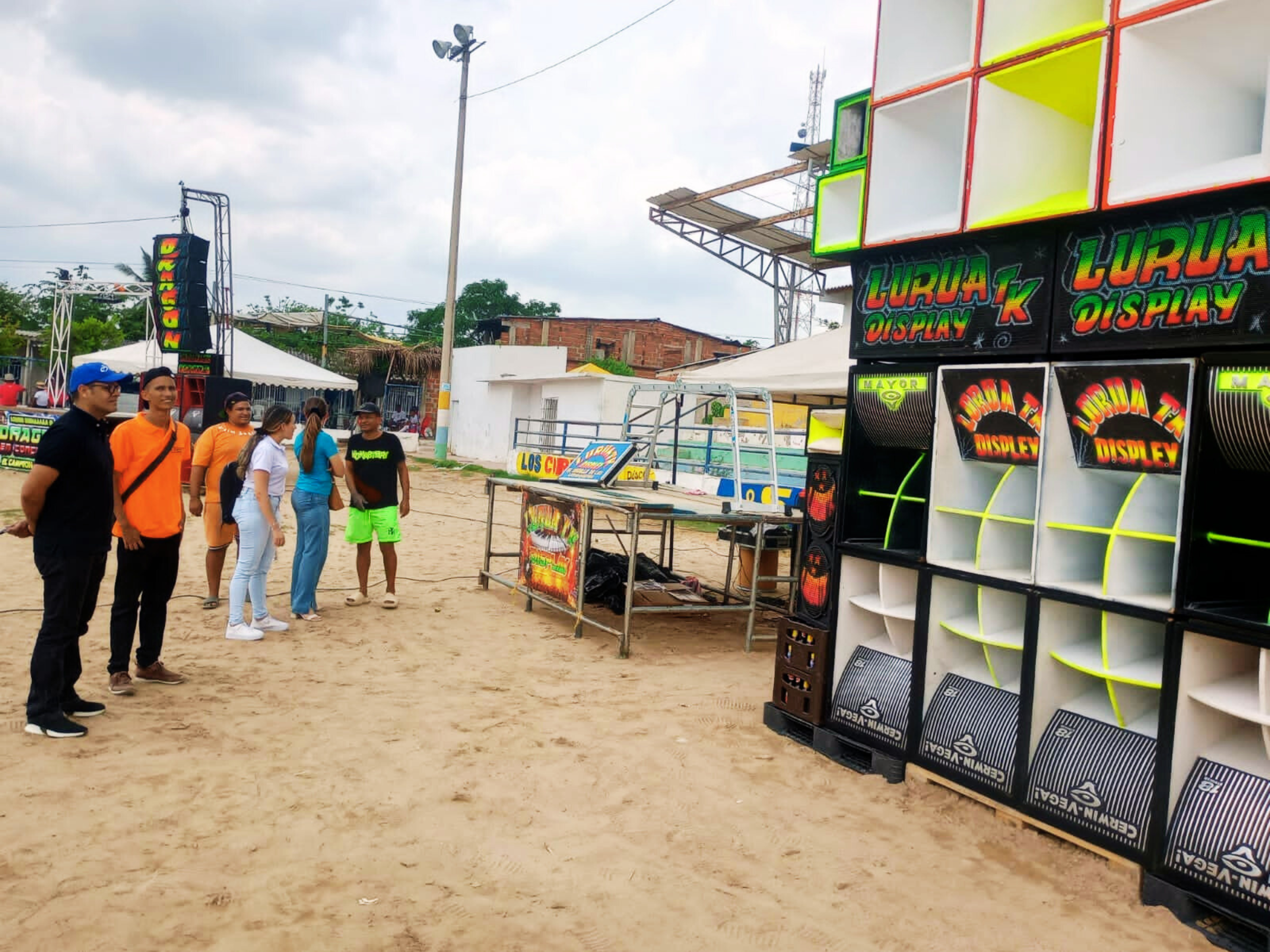
Patrocinadores visitando el Pick-Fest Vol. 3 organizado por la ODEC.

Es un evento musical que reúne a los mejores exponentes de la cultura picotera del territorio. Se realiza habitualmente en la Cancha de Futbol "Ramón Carrillo", con la participación de 7 u 8 equipos denominados "fraccionados" o "de torres". El Pick-Fest congrega una asistencia aproximada de 1.000 personas, quienes disfrutan de un espectáculo musical de alto nivel. Cada equipo participante tiene la oportunidad de presentar su show durante 20 minutos, ofreciendo un recorrido por los diferentes estilos del 'pickup'.
Entre los equipos que han participado en las diferentes versiones del Pick-Fest están: El Azote Maxi Dj, El Dragon En Concierto, El Tsunamy Discplay, El Yorpa En Concierto, LuruaTK Display, El Eddy En Concierto, El Mayor En Concierto, La Diferencia Sound System y El Artista En Concierto.
Más allá de la música, el Pick-Fest se ha convertido en un símbolo de paz y sana convivencia en Luruaco y el Sur del Atlántico, se ha desarrollado de manera pacífica en sus tres ediciones, sin ningún tipo de alteraciones de orden público. 

### Jornada de Economía Popular, Campesina y Solidaria

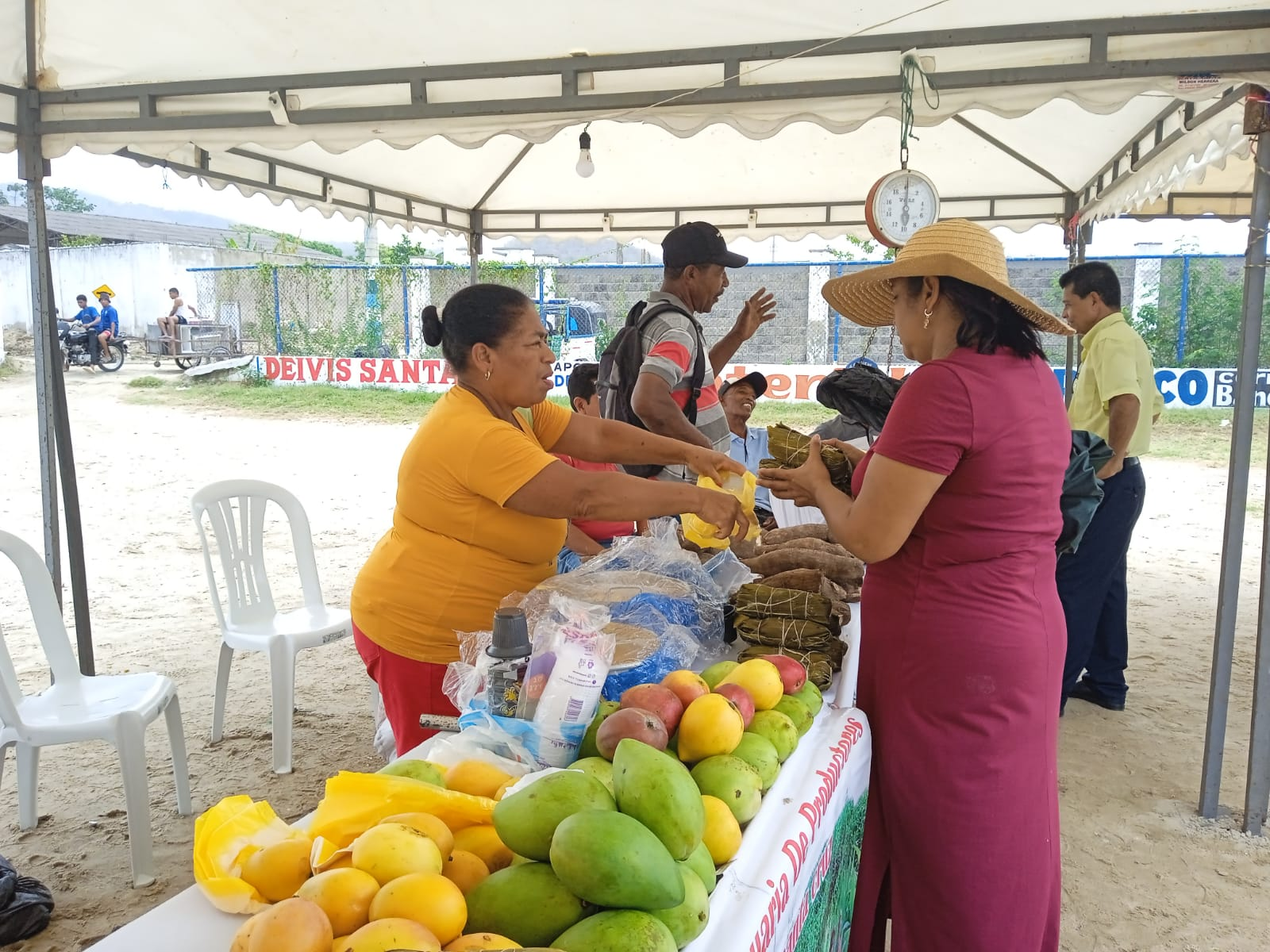
Jornada de Economía Popular, Campesina y Solidaria organizada por la ODEC.

Es un evento pensado para dinamizar la economía popular en el territorio mediante la venta de productos directamente al público. Aproximadamente participan más de 50 unidades productivas, entre campesinos, artesanos, jóvenes emprendedores y demás.
Con esta iniciativa se busca profundizar las relaciones económicas de asociaciones campesinas, colectivos de mujeres emprendedoras y grupos de jóvenes que producen y comercializan bienes y servicios. El evento cuenta con el apoyo de entidades como el Ministerio de Cultura, la Cámara de Comercio de Barranquilla y la Alcaldía Municipal de Luruaco. Se espera que se pueda consolidar como un espacio de interlocución comercial entre las unidades productivas y las comunidades del territorio.

### Noche del Teatro

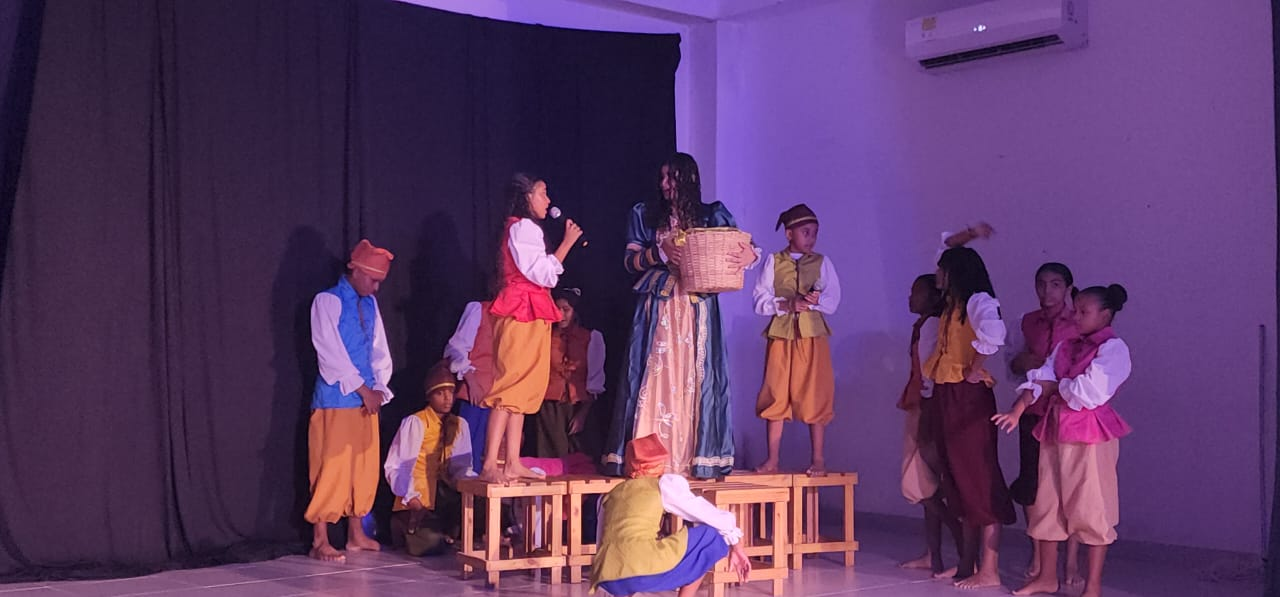
Noche del Teatro realizada en Luruaco, Atlántico.

Es un evento que brinda un escenario ideal para que artistas teatrales y bailarines locales muestren su talento, ante la asistencia de más de 45 personas demuestra el gran interés que existe en la comunidad por este tipo de eventos culturales. La Noche del Teatro se proyecta como una oportunidad del potencial que tiene el municipio de Luruaco para convertirse en un referente cultural. Este evento abre las puertas a un futuro prometedor en el que las artes escénicas tengan un lugar destacado en la vida cultural de los territorios del Sur del Atlántico.

### Grupo de Investigación CremTi
La organización creó el Grupo de Investigación CremTi mediante el cual desarrolló varios trabajos investigativos y luego se unió a las Mesas Técnicas del Distrito de Innovación Inteligentemente Especializado en Contenidos Digitales y Videojuegos del Atlántico – Arunuka Lab. 